# Jeroni Estades i Llabrés
Jeroni Estades i Llabrés (Sóller, Mallorca, 7 d'agost de 1862 - Madrid, 1932) fou un financer i polític mallorquí, diputat a les Corts Espanyoles durant la restauració borbònica.

## Biografia
Vinculat a Antoni Maura, va participar en empreses de gas, ciment i construcció, fundant la Compañía de Navegación Sollerense. El 1904 proposà crear el ferrocarril de Sóller, que fou inaugurat el 1912, i el 1929 va proposar amb èxit l'electrificació del tramvia de Sóller. Fou elegit diputat pel districte de Palma pel Partit Conservador a les eleccions generals espanyoles de 1914. Dins la lògica del sistema caciquista, com a home de confiança de Maura, exercí un ple domini de la política de Sóller.